# National Capital Tour
El National Capital Tour és un cursa ciclista per etapes que es disputa anualment per les carreteres del Territori de la Capital Australiana, a Austràlia.

## Palmarès
| Any  | Vencedor         | Segon           | Tercer           |
| ---- | ---------------- | --------------- | ---------------- |
| 2013 | Nathan Earle     | Jack Haig       | Brodie Talbot    |
| 2014 | Patrick Bevin    | Benjamin Dyball | Joseph Cooper    |
| 2015 | Joseph Cooper    | Matthew Clark   | Patrick Lane     |
| 2016 | Joseph Cooper    | Robert Stannard | Dylan Sunderland |
| 2017 | Brendan Johnston | Ben Hill        | Sean Trainor     |
| 2018 | Ayden Toovey     | Jesse Featonby  | Cameron Roberts  |